# AkzoNobel
Akzo Nobel N.V. (Euronext: AKZA

), markedsført som AkzoNobel, er et nederlandskbaseret mulitinationalt selskab med aktiviteter indenfor maling, overfladebehandling og kemikalier. Firmaet har hovedkvarter i Amsterdam, er noteret på Euronext og har aktiviteter i mere end 80 lande. Omsætningen var i 2013 14,59 mia. euro, og virksomheden beskæftigede 49.560 ansatte.

## Danmark
I Danmark er Akzonobel ejere af malingvirksomheden Akzo Nobel Deco A/S, der kendes for Sadolin. Indtil 2021 var AkzoNobel ejere af Dansk Salt A/S, der udvinder salt fra en underjordisk saltdiapir ved Mariager Fjord. og sælger det under navnet JOZO